# Acanthodica xylinoides
Acanthodica xylinoides là một loài bướm đêm thuộc họ Noctuidae. Nó được tìm thấy ở Ecuador.